# Embedded Value
L'Embedded value (EV) è uno strumento utilizzato per la valutazione del valore creato dall'attività svolta da una Compagnia di Assicurazioni Vita.
La sua importanza per la valutazione e protezione delle fonti di utile dell'impresa lo rende un importante strumento di governance. Per questo motivo è apprezzato sia dal management, sia dagli azionisti: ai primi fornisce utili indicazioni relative alle scelte di gestione strategica intraprese o da intraprendere, ai secondi, invece, fornisce una misura del valore ottenibile dall'investimento nella Compagnia di Assicurazioni Vita.

## Definizione
Nel settore assicurativo il ciclo produttivo è invertito a quello industriale; la Compagnia realizza prima la vendita delle polizze, ricevendo il corrispettivo dovuto dall'assicurato, e successivamente eroga il servizio sostenendo i relativi costi in virtù delle prestazioni pattuite in polizza. Di conseguenza, il management ha il compito di allocare correttamente il capitale accumulato nelle riserve per essere in grado di far fronte alle proprie obbligazioni.
L’EV si ottiene dalla somma di due componenti fondamentali:
- valore del portafoglio in vigore: il valore attribuibile alle attività assicurative, calcolato come aggregazione sull'intero portafoglio del valore attuale dei flussi futuri di profitto generati da ciascuna polizza in vigore;
- free surplus: la parte di capitale proprio svincolata dall'attività strettamente assicurativa e per questo a completa disposizione dell’azienda.

Per giungere alla determinazione di questi valori, ogni Compagnia di Assicurazione Vita deve effettuare delle ipotesi sottostanti alla valutazione, con lo scopo di ottenere un valore economico il più possibile realistico.

## Caratteristiche generali sulle attività delle Compagnie di Assicurazione Vita
I fattori che consentono ad una Compagnia di accrescere il proprio valore sono:
- le vendite dei contratti di assicurazione;
- un'appropriata gestione delle attività;
- l'immissione di capitale da parte degli azionisti.

Al contrario, il valore può decresce per effetto della vendita di prodotti non profittevoli, oppure per effetto della distribuzione di dividendi agli azionisti.

## Storia
La prima tipologia informativa per l'Embedded Value venne pubblicata a metà degli anni ottanta e trattava della divulgazione relativa alla metodologia utilizzata.
Alla metà degli anni novanta la maggior parte delle Assicurazioni Vita nel Regno Unito iniziò a pubblicare i risultati di calcolo dell'Embedded Value, ma il livello dei dettagli forniti nei risultati e il livello di divulgazione non erano ancora omogenee.
Tra il 1990 e il 1995, l'EV si sviluppò notevolmente; le imprese notarono come la scelta di alcuni parametri aveva ripercussioni sul risultato finale e fornirono le prime impressioni sulla base delle proprie esperienze operative, oltre ad esplicitare con maggiore dettaglio le ipotesi di base e la procedura utilizzata.
Non appena le Assicurazioni Vita del Regno Unito iniziarono a pubblicare le revisioni EV nelle loro informazioni supplementari, emerse ancor più la necessità di maggiore coerenza e uniformità di processo, così da renderle confrontabili.
L'ABI (Association of British Insurers), quindi, impose più trasparenza e chiese di mettere in evidenza che i risultati dipendevano dalle ipotesi economiche adottate. Richiese inoltre che i risultati venissero presentati in un formato standard in modo da favorire la comparazione tra le diverse compagnie.
Tuttavia, la qualità e la portata delle informazioni comunicate erano ancora molto variegate.
Nel dicembre 2001, l'ABI, pubblicò una guida per le Compagnie di Assicurazione Vita britanniche con il nome "Supplementary Reporting for Long-Term Insurance Business - The Achieved Profits Method". La guida prevedeva un approccio più tradizionale per stimare i futuri trasferimenti agli azionisti risultanti dal portafoglio delle attività economiche e delle passività economiche.
Nel corso del 2005, molte Compagnie di Assicurazione britanniche che avevano adottato il metodo Achieved Profits cambiarono metodo per adottare gli European Embedded Value Principles.

## Gli European Embedded Value Principles
Gli EEVP, o Principi Europei, sono stati sviluppati dal CFO Forum e pubblicati in una prima fase nel maggio 2004. Questi fornivano un quadro per la derivazione delle ipotesi di valutazione, di calcolo e di comunicazione dei risultati Embedded Value.
Le aziende associate al Forum, a decorrere dall'esercizio 2005, hanno provveduto alla comunicazione delle informazioni supplementari adottando tali Principi.
I termini di riferimento del gruppo di lavoro erano:
- produrre linee guida sufficientemente solide, tali da rendere la loro applicazione coerente tra imprese simili;
- consentire una corretta valutazione delle garanzie e delle operazioni;
- fissare un livello minimo di informazioni da comunicare, tra cui l'analisi per ottenere maggiore comparabilità dei risultati tra le aziende.

Gli EEVP sono costituiti da 12 principi, 65 linee guida e 127 commenti che ne illustrano le basi e ne chiariscono alcune possibili interpretazioni.
I Principi, che dovrebbero rappresentare uno standard di riferimento, vanno innanzitutto ad individuare l'ambito di applicazione, ovvero il covered business, che dev'essere poi specificato nella documentazione allegata alla valutazione insieme ad altri valori, quali:
- Il capitale, distinto in required capital e free surplus.
- Il valore attuale degli utili.
- La trasparenza nella comunicazione delle informazioni attraverso la pubblicazione delle metodologie e delle ipotesi utilizzate nel calcolo.

Infine, vengono trattati gli aspetti più significativi, che riguardano la scelta del Risk Discount Date, la valutazione del costo delle opzioni e garanzie, la definizione del required capital e la comunicazione delle informazioni.
I 12 Principi sono:
1. Introduzione al concetto di EV
2. Business Coverage
3. Definizione di Embedded Value
4. Free Surplus
5. Required Capital e costo del capitale
6. Value in-force Covered Business
7. Opzioni finanziarie e garanzie
8. New Business e Rinnovi
9. Assunzione delle ipotesi appropriate
10. Assunzioni economiche
11. Attività partecipate
12. Disclosure

I Principi dall'1 al 6 sono principalmente delle definizioni, mentre dal 7 al 12 vengono indicati i requisiti dell'Embedded Value e le limitazioni per il suo esercizio, compresi i riferimenti alla divulgazione

## La nascita del Market Consistent Embedded value
Nell'ottobre 2005, il CFO Forum, pubblicò l'Additional Guidance on EEV Discloure, che forniva ulteriori indicazioni rispetto ai 12 European Embedded Value Principles in merito alle modalità di redazione del reporting finale. Questa pubblicazione aveva lo scopo di standardizzare maggiormente l'informativa divulgata dalle diverse Compagnie e consentire agli analisti di comprendere meglio il presupposto di fondo e le dinamiche dei risultati derivanti dall'applicazione dei Principi; in particolare in merito a ciò che deve essere indicato dalle Compagnie ai fini di una migliore analisi di sensibilità dei risultati.
Le nuove linee guida diventarono parte integrante dei Principi Market-Consistent Embedded Value, che avrebbero dovuto sostituire totalmente gli EEVP a partire dal reporting di fine anno del 2009, ma con la possibilità per le compagnie di adottare anticipatamente i nuovi principi.